# Довідник
Дові́дник:

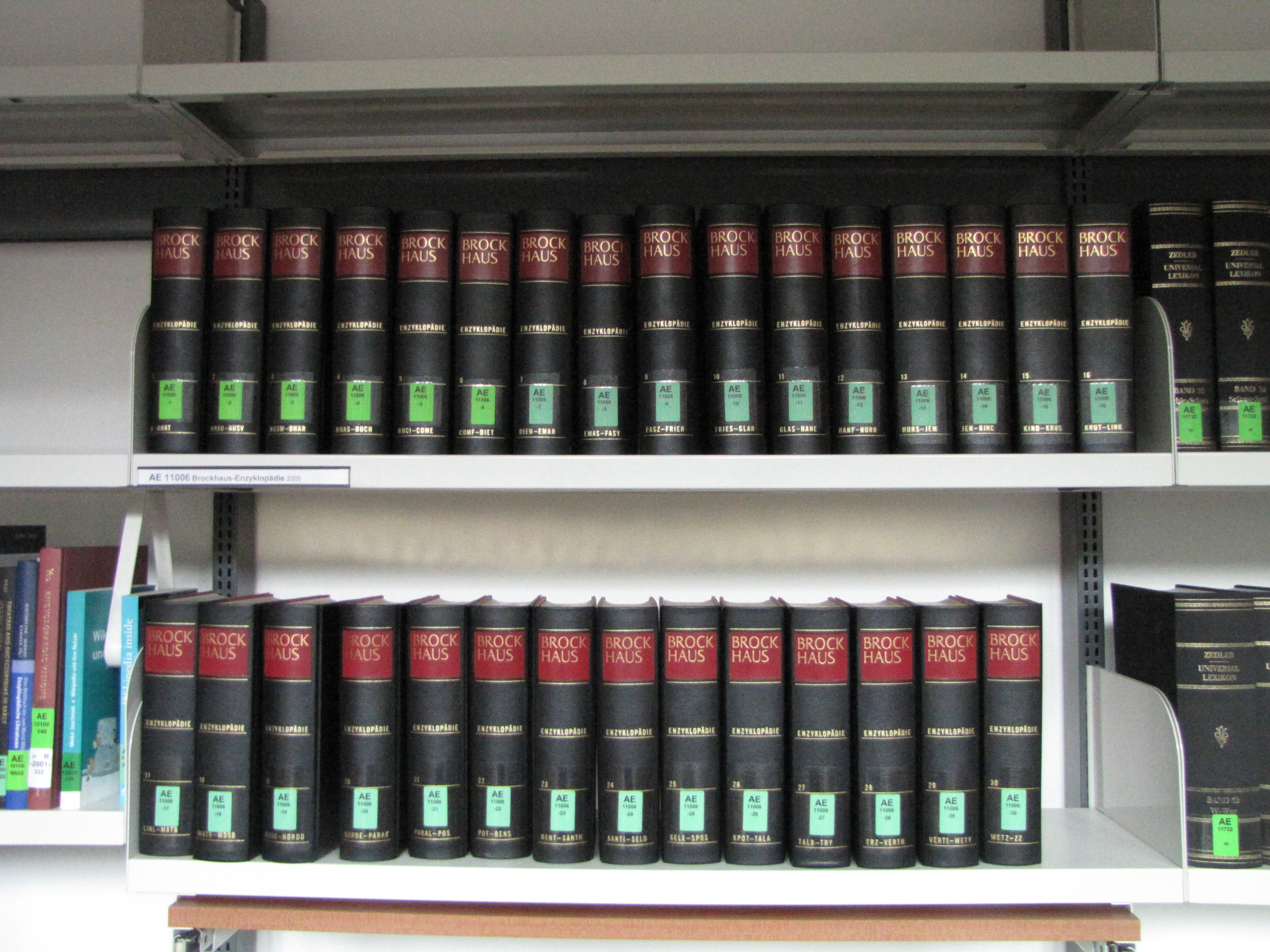
Brockhaus Enzyklopädie, найвідоміший традиційний довідник (енциклопедія) у німецькомовних країнах

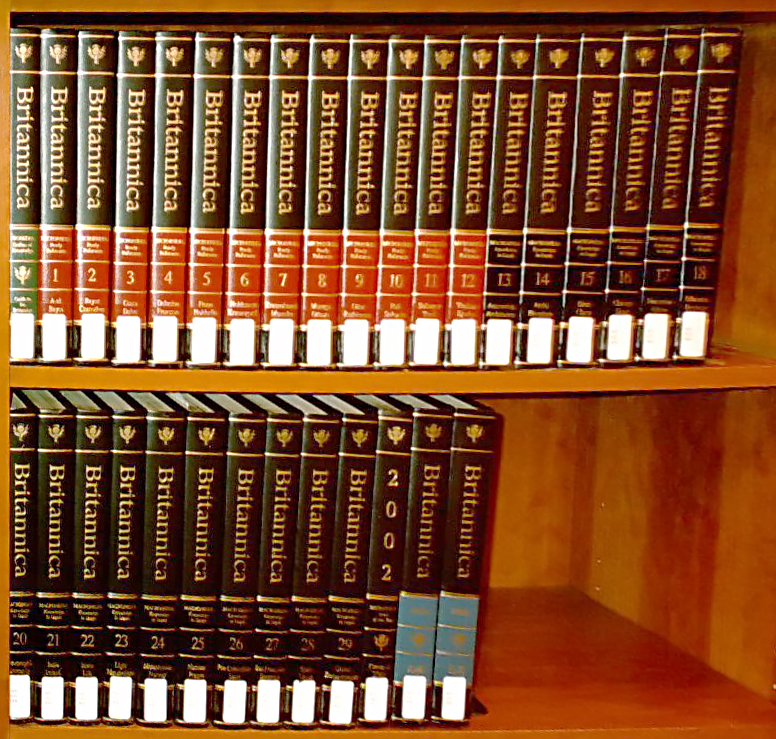
Encyclopædia Britannica, 15-е видання: томи Propedia (зелений прямокутник в корінці тома), Micropedia (червоний), Macropedia (чорний) і 2-томний покажчик (синій)

- Упорядкований предметний матеріал, книга, що містить узагальнені, стислі впорядковані відомості з певних галузей науки, професій, тощо; у вигляді, де потрібне гасло можна швидко знайти: (наприклад, Довідник з фізики, Довідник мисливця).
- У системах обробки інформації — таблиця ідентифікаторів.
- Довідник користувача — файл, що описує набори даних, пристрої та програмні засоби, що надаються окремому користувачеві.
- Довідником може слугувати будь-який впорядкований запис.

У Вікіпедії англійською мовою використовують два терміни: reference work —  довідковий твір (довідкова праця / робота)  і reference book або ще reference-only book —   довідник, це книга, якою можна користуватися лише в бібліотеці, і її не можна позичати з бібліотеки.
Довідковий твір – це документальна робота, така як наукова публікація, книга або періодичне видання  (або їхні електронні еквіваленти), до якого можна звернутися за інформацією. Інформація призначена для швидкого пошуку в разі потреби. Зазвичай до таких творів звертаються, щоб отримати певну інформацію, а не читати від початку до кінця. Стиль письма, використаний у цих творах, — інформаційний; автори уникають оцінок і вживання розповіді від першої особи, акцентують увагу на фактах.
Книжні показники є загальною навігаційною функцією в багатьох типах довідкових робіт. Багато довідкових робіт створено командою учасників, робота яких координується одним або декількома редакторами, а не окремим автором. Оновлені видання зазвичай публікуються за потреби, у деяких випадках щорічно.
Довідкові праці включають підручники, альманахи, атласи, бібліографії, біографічні джерела, каталоги, такі як бібліотечні каталоги та художні каталоги, конкорданси, словники, бізнес-довідники та телефонні довідники, дискографії, енциклопедії, фільмографії, географічні довідники, глосарії, кишенькові довідники, бібліографічні покажчики та покажчики цитування, керівництва користувача, тезауруси та щорічники. Багато довідкових робіт доступні в електронному вигляді, і їх можна отримати як довідкове програмне забезпечення, CD-ROM, DVD або онлайн через Інтернет. Вікіпедія, онлайн-енциклопедія, є одночасно найбільшим і найчитанішим довідником в історії.

## Види довідників
Ось основні види і категорії довідників:
- Реферативний журнал – опублікований систематичний виклад статей, тез, рецензій, матеріалів конференцій тощо.
- Альманах – щорічне видання, в якому міститься набір поточних, загальних або конкретних відомостей з однієї чи кількох тем
- Літопис – стислий історичний запис, у якому події розташовані в хронологічному порядку
- Атлас – колекція карт, традиційно переплетена у книжкову форму
- Бібліографія – систематичний перелік книг та інших робіт, таких як журнальні статті на певну тему або які задовольняють певним критеріям
- Біографічний словник – енциклопедичний словник, обмежений біографічними відомостями
- Книги цитат – збірки цитат, які відповідають певним критеріям, упорядковані систематично.
- Хроніка / Хронологія – історичний виклад подій, розташованих у хронологічному порядку
- Компендіум – стислий збірник інформації, що стосується сукупності знань
- Конкорданс – алфавітний перелік основних слів, які використовуються в книзі чи творі
- Словник – перелік слів з однієї чи кількох мов, систематично впорядкованих із зазначенням значень, етимології тощо
- Дайджест – стислий виклад інформації з певної теми
- Довідник – систематизований список імен, адрес, товарів тощо:
  - Бізнес-довідник
  - Телефонний довідник
  - Веб-каталог
- Енциклопедія – збірник, що містить узагальнення знань з усіх галузей або з певної галузі чи дисципліни
- Географічний довідник – географічний словник або довідник, який використовується для забезпечення систематичного доступу до карти чи атласу
- Глосарій – алфавітний перелік термінів у певній галузі знань із визначеннями цих термінів
- Кишеньковий довідник – невелика або переносна книга, призначена для надання готової довідки
- Покажчик – видання, що дає систематичний доступ до сукупності знань
- Лексикон – синонім словника або енциклопедичного словника
- Список – опублікований перелік набору елементів
- Інструкція – довідник із інструкціями щодо використання певного продукту
- Розмовник – збірка систематизованих готових фраз, як правило, для іноземної мови разом з перекладом.
- Готовий рахунок (готовий розрахунок)[en] – друкована книга або таблиця, що містить попередньо розраховані значення
- Тематичний каталог[en] – покажчик, який використовується для ідентифікації музичних творів за допомогою цитування початкових нот
- Підручник – довідковий твір, що містить інформацію з предмета
- Тезаурус – довідковий твір для пошуку синонімів, а іноді й антонімів слів
- Розклад – опублікований список розкладів із зазначенням часу для транспорту чи інших подій
- Щорічник – збірник подій, що стосуються певного року

## Електронні ресурси
Електронний ресурс — це комп’ютерна програма або дані, які зберігаються в електронному вигляді, які зазвичай знаходяться на комп’ютері, включаючи інформацію, доступну в Інтернеті. Бібліотеки пропонують численні типи електронних ресурсів, включаючи електронні тексти, такі як електронні книги та електронні журнали, бібліографічні бази даних, інституційні сховища, веб-сайти та програмні застосунки.